# Sabah
Il Sabah è uno dei tre stati e territori federali della Malaysia situati nella porzione settentrionale del Borneo. È il secondo Stato malese per estensione, dopo il Sarawak, con cui confina a sud-ovest. Il Sabah confina inoltre con la provincia indonesiana del Kalimantan Orientale.
Dopo essere stato colonia britannica con il nome di Borneo del Nord, si unì alla Federazione malese nel 1963. La capitale dello Stato è Kota Kinabalu, un tempo nota come Jesselton. Il Sabah è soprannominato Sabah, negeri di bawah bayu, cioè "Sabah, la terra sotto il vento", in riferimento alla sua posizione al di sotto della zona dei tifoni.

## Storia

### Sabah austriaco
Una compagnia commerciale internazionale con sede ad Hong Kong vendette nel 1875 i suoi diritti sul Borneo settentrionale al console austro-ungarico a Hong Kong, il barone Von Overbeck, che inoltre, intorno al 1878, riuscì ad ottenere un rinnovo di altri dieci anni del contratto di locazione di questi territori dal Temenggong del Brunei, a cui aggiunse anche quelli della costa orientale, stipulando un trattato analogo con il Sultano di Sulu.
Per finanziare i suoi piani per il Nord Borneo, Von Overbeck trovò sostegno finanziario dai fratelli Edward e Alfred Dent. Tuttavia non ricevette aiuti dal governo di Vienna, che si disinteressò delle sue trattative; il barone Von Overbeck si rivolse quindi al governo italiano per vendere le concessioni e formare una colonia penale, ma anche l'Italia a sua volta rifiutò di intervenire; nel 1880 il Barone rinunciò quindi ai suoi diritti, lasciandoli ai fratelli Dent, finché il Borneo Settentrionale fu infine annesso dai britannici nella Malesia britannica.

### Sabah britannico
Nel 1880 gli inglesi annetterono lo stato nella Malesia britannica, al tempo loro colonia.

### Sabah giapponese
Tra il 1941 ed 1945, l'Impero coloniale giapponese conquistò il Borneo, comprese le isole e gli arcipelaghi circostanti. In seguito, il Borneo sarebbe tornato in mano inglese. Fu unito all'Indonesia per poi diventare una regione della Malaysia.

## Geografia fisica

### Geomorfologia
Nell'isola del Borneo la parte più settentrionale è occupata dallo Stato malese del Sabah, le cui coste - le più articolate di tutta l'isola - sono bagnate da tre mari: a ovest dal Mar Cinese Meridionale, a nordest dal Mare di Sulu, a sudest dal Mare di Celebes. Il territorio del Sabah è così compreso tra la costa che corre su questi tre mari e i territori del Sarawak a sudovest e del Kalimantan indonesiano a sud. Mentre il confine con lo Stato del Sarawak corre da sud a nord pressappoco lungo un crinale, poco ad oriente del corso del fiume Trusan, la frontiera col Borneo Indonesiano non segue lo spartiacque che nel primo tratto montuoso nel gruppo del monte Murud, perché dopo attraversa il territorio da ovest a est, tagliando le valli di alcuni fiumi, quale il Sembakung, che nel corso superiore appartengono perciò al Sabah e nel corso inferiore scorrono in territorio indonesiano. La costa del Sabah inizia a ovest alla baia di Brunei e presenta subito una notevole penisola, nel cui territorio va a impaludarsi il fiume Padas; di fronte a tale penisola sorge l'isoletta di Labuan, con il centro di Victoria. Dopo di essa si apre l'ampia baia di Kimanis, chiusa a nordovest dall'isoletta di Tiga e compresa tra il capo Nosong e il capo Papar.
La riva prosegue verso nordest poco sinuosa e ricca di foci fluviali, come quelle del fiume Papar e di altri minori che discendono dalla catena dei Crocker, parallela alla costa. Questa presenta ancora una piccola baia, quella di Gaya di fronte all'isoletta omonima, dopo di che si spezza in numerose brevi articolazioni fino al capo Makarang; a nord di esso il territorio spinge verso settentrione due penisole piuttosto simili di cui quella a ovest termina col capo Sempang Mangayau; tra le due penisole si apre la baia di Marudu che si interna notevolmente verso sud e nella cui parte più interna sfociano alcuni fiumi tra cui il Kinaram. La seconda penisola, che si spinge a est della prima, ha le coste settentrionali ed orientali costellate di isole, isolette e scogli: le due isole maggiori sono quella di Balambangan e quella di Banggi, separate dal Canale Banguey West. A nord di questo piccolo arcipelago, al di là dello stretto di Balabac, sorge l'isola omonima che appartiene già alle Filippine.
La costa orientale del Sabah è incisa da tre profonde insenature: le baie di Labuk, di Sandakan e di Darvel. Fra le ultime due si protende verso est una tozza penisola montuosa, morfologicamente connessa all'arcipelago delle Sulu e alla penisola occidentale di Mindanao. A sud della baia di Darvel, tutta cosparsa di scogli corallini, la costa s'interna nella baia in cui sorge Tawan, di fronte all'isola di Sebatik che è divisa a metà dal confine con il Borneo Indonesiano. Il rilievo del Sabah è piuttosto accidentato: nella parte sud esso è infatti costituito dalle ultime propaggini del gruppo del Murud, interrotto dalle profonde vallate di alcuni corsi d'acqua. Parallelamente alla costa nord-occidentale si allunga la catena dei Crocker, che comprende il Kinabalu, che coi suoi 4101 m di altezza costituisce la vetta massima di tutta Borneo.

### Idrografia e clima
I fiumi sono piuttosto numerosi sulla costa nord-orientale e il più noto è il Sugut che si getta nel Mare di Sulu. Il clima è nettamente equatoriale, con temperature che variano dai 18° (raramente raggiunti) ai 35° (decisamente più frequenti), con una media annua di almeno 26,5 gradi (nelle zone più a Nord o di media collina) e precipitazioni in tutti i mesi, con punte massime in dicembre.

### Flora e fauna
Dato il clima caldo-umido gran parte del territorio è coperto da fitte foreste sempreverdi, ricche di legni pregiati, ma ancora poco sfruttate commercialmente. La fauna comprende molti mammiferi di tipo asiatico, tra cui le scimmie antropomorfe col gigantesco orango (Pongo pygmaeus).

## Dispute territoriali
Le Filippine rivendicano la parte orientale di Sabah sulla base del fatto che un tempo questo territorio apparteneva al Sultanato di Sulu, che un tempo comprendeva le zone meridionali dell'arcipelago. Questa rivendicazione non sembra comunque avere solide basi, dal momento che il governo filippino non riconosce la sovranità del Sultanato di Sulu.. Una quota significativa della popolazione è di origine filippina: tuttavia, si tratta per lo più di rifugiati giunti negli anni settanta e di altri immigrati arrivati successivamente.
Il presidente filippino Ferdinand Marcos ordinò che le mappe del Paese includessero anche il Sabah.